# Criminalità a Los Angeles
La criminalità nella contea di Los Angeles è uno dei maggiori problemi sociali che affligge la contea americana sin dagli inizi del XX secolo e uno dei mali più gravi e problematici in California.
Da diversi anni il numero di reati sta subendo un costante declino in molti distretti di Los Angeles, nel 2006 era segnalata una diminuzione dell'8%, ma alcune zone come Lancaster, South Gate, Palmdale, Gardena e Long Beach sono state invece indicate come protagoniste di una controtendenza che ha portato all'aumento dei crimini dal 2008.
Nel primo semestre del 2008 a Los Angeles si sono verificati 198 omicidi (9,6 ogni 100.000 abitanti), dato che se messo in relazione con quello del 1993, in cui il tasso di uccisioni era pari al 21,1 ogni 100.000 abitanti, mostra la forte diminuzione dei delitti a sfondo criminale nell'intera area. Questo include 15 poliziotti coinvolti in sparatorie e il primo agente della SWAT ucciso a Los Angeles, Randal Simmons.

## Il fenomeno delle bande di strada
Tradizionalmente a Los Angeles furono presenti, sin dagli anni subito seguenti la fine del secondo dopoguerra, bande di strada e associazioni criminali, le quali però non divennero un problema sociale relativamente serio fino alla maturazione dei criminali losangelini in un panorama più ampio.
Il fenomeno delle bande di strada esplose tra gli anni sessanta e settanta soprattutto tra minoranze etniche rappresentate da: afroamericani, latinos ispanici e asiatici. Questo fu probabilmente dovuto alle scarse condizioni di vita che dovevano affrontare immigrati e americani misti dei ceti sociali più bassi, che portò come conseguenza l'adozione, da parte di un buon numero di essi, della violenza, prima come sfogo e dopo come casa comune per tutti quelli che si trovavano nella stessa situazione.
Una delle principali cause che spinse gli adolescenti neri americani ad abbracciare la violenza di strada fu l'assenza di modelli da prendere in esempio, e le ideologie portate avanti da partiti ed organizzazioni afroamericani furono smantellate negli anni sessanta dalle operazioni a catena della FBI. Questo provocò un vuoto nei giovani più fragili delle periferie, quello che ne seguì fu la nascita di due importanti, distinte e nonché acerrime rivali bande: i Bloods e i Crips.
L'espansione del banditismo di strada si estese ben presto dalle periferie più disagiate al resto della città, e negli anni settanta si trasformò in una vera piaga che portò a faide per il controllo del territorio tra i numerosi gruppi ormai formatisi e organizzatisi a modo da banda di strada ad associazioni di ispirazione mafiosa (nascita del fenomeno delle estorsioni tra le bande più anziane, primi contatti con i trafficanti di persone, armi e droga).
Una delle regioni in cui nacquero e si svilupparono i primi embrioni di quelle che in seguito sarebbero diventate vere e proprie bande organizzate è South Los Angeles, nota una volta come South Central. La zona è tradizionalmente archetipo della periferia urbana degradata e violenta, ed è storicamente la culla delle prime lotte armate tra bande. Qui nacquero le bande Bloods, Crips, Hoover Criminals, Sureños e altre numerose più o meno importanti e legate tramite alleanze a determinati gruppi.
Prima che il fenomeno delle bande si espandesse al resto della città, prosciugando la sicurezza ed esportando i problemi di South Central finanche le aree urbane centrali, l'area era anche il principale luogo di scontri e agguati per le bande. Negli anni novanta la violenza diminuì, seppur di poco, per via delle brame di conquista delle bande che passarono al vaglio delle vicine periferie.
La storica rivalità tra Bloods e Crips sfociò in una violenta faida che si protrae ancora oggi, e che ha lasciato numerosi morti. Secondo alcuni il numero di caduti nella guerra tra le due bande supererebbe di cinque volte quello lasciato dal conflitto nell'Irlanda del Nord. Tuttavia, secondo diverse voci, la faida sarebbe tuttora in decadenza rispetto al passato, in seguito a un ipotetico trattato di pace stabilito dagli stessi Bloods e Crips, i quali avrebbero cessato di farsi la guerra e di spararsi fra di loro, in questo modo riducendo drasticamente il numero di morti (seppur commettendo altri crimini ai danni della comunità). Anche utile il tentativo del sindaco Antonio Villaraigosa che ha provato a dare rimedio alla situazione, cercando di togliere i giovani dalla strada attraverso un migliore sistema educativo.

### Risposta dello Stato
Per contenere l'emergenza e reprimerla quanto più possibile, il Los Angeles Police Department istituì il Community Resources Against Street Hoodlums (noto ai più come CRASH), un corpo speciale formato da agenti con l'unico incarico di sopprimere anche con la forza la criminalità dilagante e arginare l'ondata di violenza senza precedenti.
A partire dal 1987 per proseguire in parte degli anni novanta, la CRASH svolse numerose operazioni anticrimine, arrestando diverse migliaia di persone nel tentativo di dare un segnale d'appoggio ai losangelini. Gli arresti coinvolsero per lo più gente afroamericana e ispanica, e questo contribuì a definire l'unità speciale come "razzista".

Il reparto speciale fu in seguito oggetto di una clamorosa vicenda giudiziaria negli anni novanta che coinvolse più di 70 membri dell'unità: dalle accuse di abuso di potere e brutalità poliziesca per alcuni, alla collusione, traffico di droga e inquinamento di prove a favore delle bande più importanti per altri. La vicenda divenne nota come scandalo Rampart, dal nome della divisione LAPD Rampart da cui partirono le prime indagini, e dimostrò da una parte le modalità brutali a cui venivano sottoposti i membri delle bande di strada, e dall'altra la forte corruzione all'interno di quello che era inizialmente nato come unico mezzo per soppiantare il crimine losangelino.

## Il caso Compton
La città di Compton fa parte della contea di Los Angeles e si trova nella zona meridionale di essa. Con una popolazione variante poco inferiore i 100.000 abitanti, la cittadina è comunque segnalata da diversi decenni come la più pericolosa dell'intera nazione e al quarto posto a livello internazionale. La criminalità di Compton deriva soprattutto dalla forte presenza delle bande di strada formate da afroamericani e ispanici, le quali contribuiscono in gran parte al tasso di omicidi ed eventi delittuosi della città, che è 8 volte superiore alla media nazionale.
Il genere gangsta rap portò all'attenzione pubblica della nazione i problemi di Compton, e diversi gruppi musicali del genere, e i cui membri erano nativi della città, come Compton's Most Wanted e N.W.A. pubblicarono canzoni e dischi con sfondo principale la criminalità e la violenza del piccolo paese losangelino.
La posizione come area periferica di Los Angeles del Sud ha reso gli interventi per la prevenzione della criminalità molto difficili e, in parte, hanno contribuito al dilagare del fenomeno criminoso di Compton le condizioni economiche di forte indigenza e la formazione di zone "ghetto" sin dai primi anni delle migrazioni. Dopo un breve declino del livello di crimini negli anni dell'epidemia del crack, la città ha subito un nuovo apice di criminalità che ha portato all'aumento di crimini violenti negli anni recenti.
Nel 2005 si verificarono 72 omicidi, i quali rispecchiarono in pieno il problema della violenza a Compton, che se confrontati in numero con i dati di altre città delle stesse dimensioni mettono in mostra il notevole superamento delle uccisioni sulla media nazionale. Un recente progetto per la lotta all'uso delle armi da fuoco come mezzo di violenza ha portato la polizia a dare 100$ ai residenti di Compton che decidono di dare le armi tenute in casa.

## Impatto sociale
Alcuni rapporti effettuati e stilati da alcuni psicologi incaricati dalle corporazioni Lancet e Rand e pubblicati nel 2003, hanno mostrato come il disagio provocato dalle violenze quotidiane a South Central Los Angeles ha creato nel tempo disturbi simili a forti disordini post traumatici nei bambini di South Los Angeles, dati molto simili ai livelli presenti nei bambini di Baghdad (Iraq), paese dilaniato dalla guerra.